# Steven Lang (cầu thủ bóng đá)
Steven Lang (sinh ngày 3 tháng 9 năm 1987) là một cầu thủ bóng đá người Thụy Sĩ, thi đấu ở vị trí tiền đạo hay tiền vệ trái cho Servette FC.